# Боинг 707
Боинг 707 (на английски: Boeing 707) е американски теснофюзелажен самолет с четири двигателя, разработен и произвеждан от Боинг (Boeing Commercial Airplanes) от 1958 г. до 1979 г.
Вариантите на самолета побират от 140 до 219 пътници и могат да летят на разстояние до 4630 – 10 650 km. Разработен е като първия реактивен пътнически самолет на Боинг. Макар да не е първият реактивен пътнически самолет в експлоатация, той се оказва първият успешен такъв.
Доминирайки в пътническите превози през 1960-те години и задържайки се и през 1970-те години, Боинг 707 по принцип се счита за един пионерите на т. нар. „Реактивна епоха“. Той установява Боинг като един от най-големите производители на пътнически самолети и води до разработването на последващите самолети Боинг 720, 727, 737 и 757, които споделят някои общи черти с фюзелажа на 707.
Боинг 707 е разработен от прототипа Боинг 367-80, който лети за пръв път през 1954 г. По-голямо напречно сечение на фюзелажа и други модификации водят до първоначално построяване на варианта Боинг 707-120, който се задвижва от турбореактивни двигатели Pratt & Whitney JT3C. Той полита за пръв път на 20 декември 1957 г. Авиолинията Pan American World Airways започва редовни превози с Боинг 707 на 26 октомври 1958 г. По-късно се появяват скъсеният 707-138 с къс обсег, 707-220 и удълженият 707-320, всички от които влизат в експлоатация през 1959 г. По-малкият вариант 720, имащ и по-малък обсег, е въведен през 1960 г. Вариантът 707-420 с турбовентилаторни двигатели Rolls-Royce Conway се появява през 1960 г., а двигателите Pratt & Whitney JT3D дебютират с вариантите 707-120B и 707-320B съответно през 1961 г. и 1962 г.
Самолетът се използва за вътрешни полети в САЩ, както и за трансатлантически полети. Използва се и за товарни и военни цели. Комбинираният пасажерско-товарен модел 707-320C е въведен през 1963 г. Сред военните варианти се открояват разузнавателният Боинг E-3 Sentry и Боинг C-137 Stratoliner, осъществяващ ВИП превози. Общо са произведени 865 бройки Боинг 707.